# Коляструк Ольга Анатоліївна
Ольга Анатоліївна Коляструк (нар. 3 лютого 1958, Вінниця) — український історик і педагог, доктор історичних наук з 2010 року, професор з 2012 року; завідувач кафедри історії та культури України Вінницького державного педагогічного університету імені Михайла Коцюбинського. Відмінник освіти України з 2003 року.

## Біографія
Народилася 3 лютого 1958 року у місті Вінниці. Закінчила Вінницьку середню школу № 26. У 1975—1979 роках навчалася у Вінницькому державному педагогічному інституті імені М. Островського, отримала спеціальність вчителя історії та суспільствознавства. у 1979—1980 роках працювала учителем історії середньої школи № 2 міста Бара.
У 1980—1984 роках — асистент кафедри загальної історії Вінницького державного педагогічного інституту; у 1984—1987 роках — аспірантка Інституту історії України АН УРСР (науковий керівник Станіслав Кульчицький); у 1987—2003 роках — старший викладач; з 2003 року — доцент кафедри всесвітньої історії Вінницького державного педагогічного університету. 2003 року в Інституті історії України НАН України захистила кандидатську дисертацію по темі: «Преса УСРР в контексті політики українізації (20-30-і роки XX століття)».
У 2005—2008 роках навчалася у докторантурі Київського національного педагогічного університету імені М. П. Драгоманова. 2010 року в Інституті історії України НАН України захистила докторську дисертацію по темі «Повсякденне життя інтелігенції УСРР у 1920-ті рр.: сучасний теоретико-методологічний та історіографічно-джерелознавчий дискурс» (науковий консультант Віктор Даниленко). 
У грудні 2010 року очолила кафедру етнології, з вересня 2011 року — завідувач кафедри етнології та спеціальних історичних дисциплін, з травня 2012 року — завідувач кафедри філософії, соціально-політичних дисциплін та етнології, з вересня 2016 року — завідувач кафедри історії та культури України Вінницького державного педагогічного університету імені Михайла Коцюбинського.

## Наукова діяльність
Досліджує історію України, української інтелігенції у 1920—1930-х років, історію зарубіжної і української культури XX століття. Має понад 220 публікацій, в тому числі 4 авторські монографії, 4 — у співавторстві, 2 підручники для вищої школи з грифом МОН України (у співавторстві), 1 посібник для вчителів історії України з грифом МОН України (у співавторстві). Серед робіт:
- Влада і преса в контексті політики українізації. — Київ, 1999;
- Світова культура у другій половині XX ст. — Вінниця, 2003;
- Новітня історія країн Європи і Америки. — Частина 1. — Київ, 2000; частина 2. — Київ, 2003 (у співавторстві);
- Росія і Україна в культурно-історичній концепції Тойнбі // Наукові записки Ужгородського державного університету. — Випуск 7. — Ужгород, 2004;
- Селянська жінка у творчості К. Малевича // Наукові записки Черкаського державного університету. — Черкаси, 2004;
- Західноєвропейська культура XIX століття. — Вінниця, 2004;
- Українська творча інтелігенція і свобода преси // Наукові записки ВДПУ. — Випуск 8. — Вінниця, 2004;
- Національна свідомість української інтелігенції в контексті політичних змін кінця XIX — 20-х років XX століття. // Наукові записки ВДПУ. — Випуск 9. — Вінниця, 2005.
- Історія повсякденності як об'єкт історичного дослідження: історіографічний і методологічний аспекти. Харків, 2008;
- Теоретико-методологічні аспекти вивчення повсякденного життя // Нариси повсякденого життя радянської України в добу непу (1921—1928): В 2 частинах. Частина 1. Київ, 2009;
- Інтелігенція УСРР в 1920-ті рр.: повсякденне життя. Харків, 2010;
- Послевоенная повседневность (1945—1953). Повседневная жизнь и годы «хрущевской оттепели» // Россия и Украина на перекрестках истории: Учебное пособие Москва, 2012;
- Новітня історія країн Європи та Америки (1918—1945): Підручник. Київ, 2013 (у співавторстві).